# Кузнецов, Михаил Борисович
Михаи́л Бори́сович Кузнецо́в (21 августа 1965, Юрово, РСФСР, СССР — 3 сентября 2004, Беслан, Северная Осетия — Алания, Россия) — российский военнослужащий, офицер спецподразделения ФСБ «Вымпел», майор, погибший при освобождении заложников во время теракта в Беслане. Кавалер ордена «За заслуги перед Отечеством» IV степени (посмертно).

## Биография
Михаил Кузнецов родился 21 августа 1965 года в семье рабочих в деревне Юрово Раменского района Московской области. Окончив 8 классов средней школы, Кузнецов с 1980 по 1983 год проходил обучение в одном из московских СГПТУ, а в 1984 году был призван в армию. C августа 1984 года по апрель 1986 года он принимал участие в боевых действиях в Афганистане, где получил медаль «За отвагу» и орден Красной Звезды. Его сослуживцы, отмечавшие организованность и хозяйственность Кузнецова, умевшего создать атмосферу уюта в любых условиях, называли его «Домовым». Это прозвище перекочевало за ним и в КГБ, сотрудником которого Михаил стал в октябре 1986 года.
В 1991 году Михаил Кузнецов служил в Витебской дивизии ВДВ. После распада Советского Союза он мог остаться в Белоруссии, но Кузнецов решил вернуться в Россию, где поступил на службу в спецназ.
В июле 1997 года Кузнецов стал сотрудником Управления «В» («Вымпел») Департамента по борьбе с терроризмом ФСБ России. В составе своего подразделения он неоднократно выезжал в командировки на Северный Кавказ и участвовал во многих сложных спецоперациях.
В ходе Второй чеченской войны Кузнецов принял участие в ожесточённых боях за Грозный, а также в операции по освобождению заложников во время теракта на Дубровке. За проявленные в боевых действиях мужество и отвагу он был награждён орденами «Красной Звезды», «Мужества» и «За военные заслуги», медалями ордена «За заслуги перед Отечеством» I и II степеней с изображением мечей.

### Гибель
1 сентября 2004 года в городе Беслане террористы захватили школу № 1, загнав внутрь более 1100 заложников. 3 сентября в спортзале, где находились большинство заложников, произошли взрывы. Выжившие заложники начали разбегаться, и террористы открыли по ним огонь из стрелкового оружия и гранатомётов. Михаил Кузнецов эвакуировал под огнём бандитов более двадцати человек, но позже, прикрывая штурмовую группу, получил смертельное ранение и умер от потери крови по дороге в госпиталь.

## Отзывы
«Во время штурма школы Кузнецов эвакуировал более двадцати раненых заложников. Прикрывая одну из подгрупп захвата, он вступил в бой с двумя террористами, пулемётчиком и автоматчиком, и, уничтожив обоих, погиб сам. Пуля пробила артерию, и он умер, как и дочь Оксана, от потери крови. Было ему тридцать девять лет. Ветеран по нашим меркам. Его, как минёра высшего класса, держали в резерве, но когда террористы начали эту бойню, было уже не до того, главное — спасти людей, вывести их из зоны огневого поражения. Что и делали наши ребята ценой своих жизней».
— полковник группы «Альфа» С. Поляков

## Награды
За заслуги перед Отечеством М. Б. Кузнецов был удостоен ряда наград:
- орден «За заслуги перед Отечеством» IV степени с мечами (2004, посмертно);
- орден Мужества;
- орден Красной Звезды;
- медали ордена «За заслуги перед Отечеством» I и II степени;
- медаль «За отвагу» (СССР);
- медаль «За боевые заслуги»;
- медаль «За отличие в воинской службе»;
- медаль «За участие в контртеррористической операции» (ФСБ);
- медаль «За отличие в военной службе» (ФСБ) II степени;
- медаль «За безупречную службу» III степени;
- нагрудный знак «Воину-интернационалисту»;
- медаль «Воину-интернационалисту от благодарного афганского народа».

## Память
3 сентября 2007 года в средней школе деревни Юрово Раменского района был открыт памятник Михаилу Кузнецову.

## Личная жизнь
4 сентября 2007 года в родной деревне Кузнецова неизвестными была убита его 19‑летняя дочь Оксана; по данным следователей прокуратуры, девушке нанесли несколько ножевых ранений в области брюшной полости, когда вечером она ненадолго отлучилась из дома.  Убийство произошло на следующий день после того, как на территории Юровской средней школы был торжественно открыт памятник её отцу. Следствие по делу об убийстве склонялось к версии, что преступление совершил кто-то из знакомых Оксаны, мотив — «личная неприязнь» или ревность. Оксану Кузнецову похоронили рядом с её отцом на кладбище подмосковной деревни Малышево.